# Oederemia miltina
Oederemia miltina là một loài bướm đêm trong họ Noctuidae.